# Обладнання для цементування і змішування компонентів
Обладнання для цементування та змішування компонентів тампонажного матеріалу включає: цементувальні насосні агрегати, блок маніфольду (в комплекті зі станцією контролю СКЦ-3М або СКЦ-4), цементувальну головку, змішувальне устатковання (цементо-змішувальна машина, осереднювальна ємність).
Станція контролю і управління процесом цементування свердловин СКЦ призначена для автоматичного контролю і реєстрації основних технологічних параметрів при цементуванні на гирлі свердловини: густини рідини, що закачується у свердловину; тиску нагнітання; миттєвої витрати і сумарного об’єму закачаної рідини.

## Загальний опис
Обладнання для цементування та змішування компонентів тампонажного матеріалу включає такі основні вузли: насосна установка, насосні агрегати, водоподавальний блок, установки для нагнітання робочих рідин при цементуванні свердловин, блок маніфольда, приймально-роздавальний колектор, цементувальна головка, змішувальне устаткування, осереднювальна установка, муфта ступеневого цементування.

### Цементувальні насосні агрегати
Цементувальні насосні агрегати призначені для приготування, нагнітання і протискування тампонажних та інших розчинів у свердловину, для промивання свердловин, оброблення привибійної зони пласта у свердловинах і опресування труб та обладнання. У більшості випадків цементувальні агрегати — самохідні, які монтуються на шасі вантажних автомобілів. Для проведення робіт у складних природних умовах виготовляються спеціальні агрегати на санях, блоках або на гусеничному шасі.
Основні вузли цементувального агрегату: насос високого тиску для нагнітання розчинів і рідин у свердловину, водяний насос з окремим приводом для подавання рідини (води тощо) в змішувальний пристрій у процесі приготування тампонажного розчину, маніфольд із запірною арматурою на самому агрегаті, розбірний металевий трубопровід високого тиску для під'єднання насоса до гирла свердловини (до цементувальної головки), мірні ємності, бачок для цементного розчину.
Найбільше застосування знайшли цементувальні агрегати ЦА-320М, ЦА-320А, 3ЦА-400А, застосовують також агрегати АС-400М1 і 5ЦА-320. Цементувальний агрегат 5ЦА-320 може монтувавтись на рамі для транспортування гелікоптером, на санях для транспортування тягачем, на причепі з гусеницями (5ЦА-320ГБ) для транспортування по заболоченій території трактором С-100Б.
Агрегат ЦА-320А відрізняється від агрегату ЦА-320М наявністю водоподавального блока з відцентровим насосом ЦНС38-154 або ЦНС38-176 замість плунжерного, з метою зниження нерівномірності подавання рідини в гідровакуумний змішувальний пристрій. Але для приготування тампонажних розчинів підвищеної в'язкості застосувувати відцентровий водоподавальний насос недоцільно так як він створює невеликий тиск.

### Насосна установка
Насосна установка УНБ1-400×40 застосовується для нагнітання різних неагресивних рідин при цементуванні, гідропіскоструминній перфорації, гідравлічному розриві пластів та інших промивально-продавочной роботах, що проводяться на нафтових і газових свердловинах.
Насосна установка монтується на базі шасі високопрохідного автомобіля КрАЗ-250 і складається із силового устаткування (дизельний двигун В2-500 АВ-С3), триплунжерного насоса 14Т1 (діаметри змінних плунжерів 110, 125, 140 мм; довжина ходу 160 мм), мірного бака (5,5 м3 з розділом на половини), маніфольду, допоміжного трубопроводу, водонапірного блоку, цементного бачка i поста управління. Насосна установка УНБ1-400х40 забезпечує тиск 40 МПа і витрати 37 дм3/с.
Триплунжерний, горизонтальний односторонньої дії насос 14Т1 складається з гідравлічної, приводний частин і редуктора. Механізм насоса працює за наступною схемою: від коробки передач обертання передається на вал-шестерню редуктора, від нього на зубчасте колесо, яке з'єднане з корінним валом насоса зубчастою муфтою. Корінний вал приводить в рух шатуни за допомогою яких приводить в зворотньо-поступальний рух крейцкопф і плунжери.

### Водоподавальний блок
Водоподавальний блок, призначений для подачі чистої води в цементозмішувач при замішуванні цементного розчину, включає відцентровий насос, коробку відбору потужності, карданні вали і проміжну опору.
Маніфольд насосної установки складається з приймальної, напірної, наливної, відвідної ліній до основного плунжерного насоса і приймальної, напірної ліній до водоподаючого насосу.
За допомогою маніфольда можна виконати наступні операції: забрати воду з мірного бака і закачати її відцентровим насосом в змішувальний пристрій цементозмішувальної машини або окремий змішувач;
забрати воду відцентровим насосом від стороннього джерела і подати її в свій мірний бак або яку-небудь іншу ємність;
забрати цементний розчин плунжерним насосом з цементного бачка і подати його в свердловину;
прийняти плунжерним насосом глинистий розчин або іншу продавочну рідини з мірного бака і подати їх у свердловину;
наповнити мірний бак від стороннього джерела;
скинути рідину з плунжерного насоса в мірний бак при зарядці насоса або після закінчення роботи;
забрати плунжерним насосом промивальну рідину з стороннього джерела з обох сторін насосної установки і закачати її по нагнітальній лінії в свердловину або іншу ємність.

### Установки нагнітання робочих рідин при цементуванні свердловин
Установки (агрегати) АНЦ-500, АНЦ-320, УЦП призначені для нагнітання робочих рідин при цементуванні свердловин у процесі буріння і капітального ремонту, а також при проведенні інших промивально-продавочних робіт у нафтових і газових свердловинах.
Установки монтуються на шасі автомобілів типу КрАЗ, Урал, КамАЗ, двигун автомобіля використовується приводом насоса високого тиску . Установки АНЦ складаються з насоса високого тиску, блоку подачі води і маніфольду.
Установки АНЦ обладнані: пристроєм підігріву гідравлічної частини насоса високого тиску для забезпечення їх роботи при низьких температурах; колектором для забезпечення одночасної роботи декількох агрегатів при цементуванні свердловин; перехідником діаметром 50 мм для підключення до приймальної лінії всмоктуючого шлангу.

### Блок маніфольда
Блок маніфольда 1БМ-700 призначений для обв'язки насосних установок між собою і з гирловим обладнанням при нагнітанні рідини в свердловину. Блок маніфольда складається з напірного і приймально-роздавального колекторів, комплекту труб із шарнірними з'єднаннями і підйомної стріли.
Напірний колектор складається з трьох клапанних коробок з шістьма відводами, які служать для приєднання напірних ліній насосних установок. З одного боку до кожної клапанної коробки прикріплений прохідний кран із зубчастим сектором, з іншого прикріплена центральна труба, що закінчується трійником із запобіжним клапаном і двома патрубками з пробковими кранами та накидними гайками для приєднання напірних трубопроводів, якими оснащена арматура гирла свердловини. Кожен відвід обладнаний зворотним клапаном.

### Приймально-роздавальний колектор
Приймально-роздавальний колектор служить для подачі робочої рідини до насосних установок. Колектор являє собою трубу з привареними до неї десятьма ніпелями, до кожного з яких прикручений пробковий кран. На колекторі встановлений запобіжний клапан багаторазової дії.
Блок маніфольда оснащений насосно-компресорними трубами допоміжного напірного трубопроводу з шарнірними колінами.
На платформі автомобіля знаходиться майданчик для перевезення гирлової арматури, яка навантажується і розвантажується за допомогою поворотної стріли блоку маніфольда.
Застосування блоку маніфольда при цементуванні свердловин, гідравлічному розриву пласта і гідропіскоструминній перфорації скорочує час монтажу й демонтажу комунікації обв'язки установок між собою і з гирловою головкою і значно спрощує ці операції.

### Головка цементувальна
Головка цементувальна універсальна ГЦУ призначена для обв'язування гирла свердловини під час цементування в один або більше ступенів з одночасним розходжуванням обсадних колон, а також для манжетного цементування. Головка має перепускний пристрій, який вирівнює тиск у порожнинах корпусу і нижче розділювальної пробки, а також сигнальну систему початку руху цементувальних пробок. Головка забезпечує обв'язування обсадних колон діаметром 140—340 мм i розрахована на робочі тиски 10 — 40 МПа.
Цементувальні головки комплектуються перехідниками, для з'єднання їх з обсадними колонами, на короткій трикутній різьбі, трапецеїдальній (ОТТМ або БТС — аналог різьби Батрес), а також високогерметичній різьбі ОТТГ діаметром від 114 до 340 мм, а полегшені головки типу ГЦО діаметром від 102 мм і менше виготовляються із різьбовими з'єднаннями для гладких насосно-компресорних труб і гладких високогерметичних труб НКМ. На замовлення бурового підприємства перехідники можуть бути виконані з проушинами для полегшення і прискорення роботи з ними.
Різновиди цементувальних головок: тип ГЦУ А — з фіксацією пробки гвинтовими стопорами; тип ГЦУ — з п'ятьма під'єднувальними лініями та з використанням двох і трьох умовних розмірів розділювальних пробок; тип ГЦУ 146×400 — з розміщенням манометра з розділювачем рідин на трійнику, під'єднаному до нижнього бічного відведення; тип ГЦУ 146×400 ССЦ-ЕЕ — з додатковим гвинтовим фіксатором для утримання кулі нижче нижніх бічних відведень. Головки типу ГЦО і ГЦУ умовних розмірів 102, 114 і 127 мм мають по два бічні відведення і одинарний гвинтовий стопор. Цементувальні головки типу ГЦУ типорозмірного ряду від 102 до 245 мм розраховані на робочі тиски від 40 до 32 МПа, а в ряду від 273 до 340 мм — на тиски від 25 до 10 МПа.

### Змішувальне устаткування
Змішувальне устаткування УЗ6-30 призначене для транспортування сухих тампонажних матеріалів (до 11 т) і приготування тампонажних розчинів. Устаткування змонтоване на шасі автомобіля КрАЗ-250 і складається із бункера (об'єм 14,5 м3), гідровакуумного змішувального пристрою (працює на основі принципу струминного насоса), завантажувального (подавання 15 т/год) і дозувальних (подавання до 132 т/год).
Змішувальне устатковання УС5-30, змонтоване на шасі автомобіля КрАЗ–250, призначено для транспортування сипкого матеріалу (11 т), пневматичного подавання його і приготування тампонажних розчинів (густина 1300—2400 кг/м3; продуктивність 30 дм3/с за густини 1850 кг/м3). Складається з двох бункерів (об'ємом 4 м3), ротаційного компресора, пневматичної системи завантаження і розвантаження тампонажного матеріалу, сепаратора, змішувального пристрою (гідроструминного типу) з приймальною лійкою, коробки відбирання потужності від двигуна автомобіля, системи управління, трубопроводу і допоміжних рукавів. Принцип дозування — аерований цемент подається через сепаратор і зсипається через лійку у змішувальний пристрій.

### Осереднювальна установка
Осереднювальна установка (УО) призначена для обробки тампонажних розчинів у процесі їх приготування при цементуванні нафтових і газових свердловин. Основне призначення — пониження коливань густини тампонажного розчину при його приготуванні або накопиченні окремих порцій з наступним відкачуванням. Крім того, установку застосовують для приготування буферних та інших робочих рідин, що містять важкорозчинні речовини. Установка працює тільки в комплексі з насосними і змішувальними установками, призначеними для цементування нафтових і газових свердловин.

### Муфта ступеневого цементування
Муфта ступеневого цементування (МСЦ). При двоступеневому цементуванні до оснастки обсадної колони включають муфту ступеневого цементування (МСЦ), місце установлення якої вибирають з розрахунку, щоб вона розділяла інтервал цементування на дві частини (місце розташування МСЦ визначають згідно з методикою).
Існує декілька конструкцій цементувальних муфт МСЦ. Одна з них, типу МСЦ-2, складається з циліндричного корпусу з різьбою на кінцях для з'єднання з обсадними трубами.